# Philodromus infuscatus
Philodromus infuscatus är en spindelart som beskrevs av Eugen von Keyserling 1880. Philodromus infuscatus ingår i släktet Philodromus och familjen snabblöparspindlar. Utöver nominatformen finns också underarten P. i. utus.